# Саммертон (Південна Кароліна)
Саммертон (англ. Summerton) — місто (англ. town) в США, в окрузі Клерендон штату Південна Кароліна. Населення — 814 особи (2020).

## Географія
Саммертон розташований за координатами 33°36′8″ пн. ш. 80°21′10″ зх. д. / 33.60222° пн. ш. 80.35278° зх. д. (33.602195, -80.352642).  За даними Бюро перепису населення США в 2010 році місто мало площу 3,32 км², уся площа — суходіл. В 2017 році площа становила 3,51 км², уся площа — суходіл.

## Демографія
Згідно з переписом 2010 року, у місті мешкало 1000 осіб у 449 домогосподарствах у складі 260 родин. Густота населення становила 301 особа/км².  Було 531 помешкання (160/км²).
Расовий склад населення:
| - 62,0 % — чорних або афроамериканців - 34,9 % — білих - 1,4 % — азіатів - 0,1 % — вихідців з тихоокеанських островів - 0,1 % — корінних американців - 1,0 % — осіб інших рас |

До двох чи більше рас належало 0,5 %. Частка іспаномовних становила 1,6 % від усіх жителів.
За віковим діапазоном населення розподілялося таким чином: 22,1 % — особи молодші 18 років, 58,3 % — особи у віці 18—64 років, 19,6 % — особи у віці 65 років та старші. Медіана віку мешканця становила 43,7 року. На 100 осіб жіночої статі у місті припадало 75,4 чоловіків;  на 100 жінок у віці від 18 років та старших — 75,8 чоловіків також старших 18 років.
Середній дохід на одне домашнє господарство  становив 46 145 доларів США (медіана — 24 250), а середній дохід на одну сім'ю — 59 064 долари (медіана — 30 223). Медіана доходів становила 31 667 доларів для чоловіків та 29 063 долари для жінок. За межею бідності перебувало 28,4 % осіб, у тому числі 50,5 % дітей у віці до 18 років та 15,9 % осіб у віці 65 років та старших.
Цивільне працевлаштоване населення становило 353 особи. Основні галузі зайнятості: освіта, охорона здоров'я та соціальна допомога — 25,2 %, роздрібна торгівля — 14,4 %, мистецтво, розваги та відпочинок — 14,4 %.